# Julen Ribas
Julen Ribas Sasian (Mondragón, 9 de junio de 1981) es un ilustrador, pintor y dibujante de cómic español. Tras completar sus estudios de artes gráficas en Barcelona, trabaja como freelance. Sus obras se encuentran principalmente en Euskal Herria y Francia.

## Carrera
Es colaborador habitual de la revista Xabiroi. En 2005 publicó Númenes. El padre (Numenak. Aita) con guion de Unai Busturia, publicado por la editorial Saure. El álbum aúna temas actuales con la mitología clásica vasca y se desarrolla principalmente en el casco urbano de Mondragón.
En 2007 fue ilustrador de la serie de libros infantiles Basajaun editada por Banaka Media.
En 2011 publicó el cómic Azken garaipena, una ucronía en la que los nazis ganan la II Guerra Mundial, con guion de Iban Zaldua, recopilando en un obra la serie por capítulos de la revista Xabiroi. Este trabajo fue galardonado con el Premio Euskadi de Literatura 2012 a la Mejor obra de Literatura Infantil y Juvenil en Euskera.
También pinta y en 2010 se hizo miembro del Arrasateko Margo Taldea. La primera exposición individual de Ribas tuvo lugar en 2012 en la sala Kalastrope de Bayona.
En octubre de 2017 Ikastolen Elkarte publicó el cómic Santa Familia, ilustrado por Julen Ribas con guion de Eider Rodríguez. Este trabajo también se publicó por primera vez en la revista Xabiroi y en 2018 ganó el Premio Euskadi de Literatura en el apartado de Mejor Obra de Literatura Infantil y Juvenil en Euskera.

## Obra

### Cómics
- Númenes. El padre (Numenak 1, Aita) (guion Unai Busturia). Editorial Saure, 2005
- Númenes. La hija (Numenak 2, Alaba) (guion Unai Busturia). Editorial Saure, 2007
- Azken garaipena (guion Iban Zaldua). Ikastolen Elkartea, 2011
- Santa familia (guion Eider Rodríguez). Ikastolen Elkartea, 2017

### Ilustración
- Karlisten altxorra (Elkar, 2014) Gaizka Arostegi, ilustración, Julen Ribas
- Colección Basajaun: Los vecinos ruidosos, Las vacaciones de Basajaun, La epidemia en el bosque, La pequeña cigüeña, El rescate de los erizos, ¿Qué ha pasado con el agua?  (Banaka Media, 2007) Susana Pinto, dibujos Patxi Pelaez, ilustración Julen Ribas.

### Colaboración en revistas
- Revista El Balancín (nºs 4 y 6). APIE-EIEP, Bilbao, 2008
- Revista Xabiroi  (n.º 5). Ikastolen Elkartea, 2011
- Revista Xabiroi  (nºs 42, 43 y 44). Ikastolen Elkartea, 2016[8]